# Кызылкайынский сельский округ
Кызылкайы́нский се́льский окру́г (каз. Қызылқайың ауылдық округі, до 16 июля 2010 года — Березняко́вский се́льский окру́г) — административная единица в составе Бухар-Жырауского района Карагандинской области Казахстана. Административный центр — село Кызылкайын.

## История
Постановлением Правительства Республики Казахстан от 23 мая 1997 г. № 865 «О мерах по реализации Указа Президента Республики Казахстан "Об изменениях в административно-территориальном устройстве Алматинской, Восточно-Казахстанской, Карагандинской и Северо-Казахстанской областей», Березняковский сельский округ вошёл в состав Бухар-Жырауского района. Совместным постановлением акимата Карагандинской области от 27 мая 2010 года № 15/02 и решение XХV сессии Карагандинского областного маслихата от 17 июня 2010 года № 311 «О переименовании некоторых аульных населенных пунктов и аульных округов Карагандинской области», Березняковский сельский округ был переименован в Кызылкайынский, а административный центр сельского округа село Березняки — в село Кызылкайын соответственно. 

## Состав
| № | Населённый пункт | Тип населённого пункта       | Код КАТО  | Географические координаты       | Население, чел. (2021 г.) |
| - | ---------------- | ---------------------------- | --------- | ------------------------------- | ------------------------- |
| 1 | Кызылкайын       | село, административный центр | 354039100 | 49°59′51″ с. ш. 72°41′32″ в. д. | ↘839                      |
| 2 | Саратовка        | село                         | 354039200 | 49°58′58″ с. ш. 72°52′50″ в. д. | ↘110                      |
| 3 | Тасаул           | село                         | 354039300 | 50°01′29″ с. ш. 72°45′11″ в. д. | ↘205                      |

## Население
| Численность населения | Численность населения | Численность населения | Численность населения |
| 1989                  | 1999                  | 2009                  | 2021                  |
| --------------------- | --------------------- | --------------------- | --------------------- |
| 1952                  | ↘1627                 | ↘1424                 | ↘1154                 |